# Rumeur publique
Pour plus de détails, voir Fiche technique et Distribution.
Rumeur publique (Opinione pubblica) est un mélodrame franco-italien coréalisé par Maurizio Corgnati et Goffredo Alessandrini, sorti en 1954.

## Fiche technique
Sauf indication contraire, les informations mentionnées dans cette section peuvent être confirmées par la base de données cinématographiques Unifrance,  présente dans la section « Liens externes ».
- Titre français : Rumeur publique ou Chronique scandaleuse[1]
- Titre original italien : Opinione pubblica
- Réalisation : Maurizio Corgnati
- Supervision : Goffredo Alessandrini
- Scénario : Maurizio Corgnati, Charles Spaak, Franco Villani (it), Aldo Rossi
- Photographie : Giovanni Ventimiglia
- Montage : Rodolfo Palermi
- Musique : Bruno Maderna
- Décors : Ubaldo Bonetti
- Production : Stefano Caretta, Antoine de Rouvre, Lucien Masson
- Sociétés de production : Scalera Film • Sirius
- Pays de production :  Italie •  France
- Langue originale : italien
- Format : Noir et blanc • 1,37:1 • Son mono • 35 mm
- Durée : 92 minutes
- Genre : Mélodrame social[1]
- Dates de sortie :
  - Italie : 26 février 1954
  - France : 18 juin 1954[1]
- Affiches : Constantin Belinsky, Jacques Bonneaud (France)

## Distribution
- Daniel Gélin : Paolo Jaier
- Delia Scala : Lauretta
- Carlo Campanini : Leonide Forgesi
- Gianrico Tedeschi : Egisto Bianchi
- Renato Salvatori : Mario
- Massimo Serato : Massimo Gorini
- Luigi Tosi : Attilio